# Angelo Bassini (patriota)
Angelo Bassini (Pavia, 29 luglio 1815 – Pavia, 3 gennaio 1889) è stato un patriota italiano, colonnello dei Mille.

## Biografia
Angelo Bassini nacque a Pavia da una famiglia di probabile origine milanese. Disertato il servizio militare austriaco prese parte alla prima guerra d'indipendenza nel 1848 e alla difesa di Roma nel 1849.
Nel 1859 fu con Garibaldi nella seconda guerra d'indipendenza e nel 1860 gli venne assegnata l'ottava compagnia dei Mille con il titolo di colonnello.
Seguì nuovamente Garibaldi nella giornata dell'Aspromonte.
Con lo scoppio della terza guerra d'indipendenza si arruolò nel Corpo Volontari Italiani di Garibaldi come tenente colonnello del 3º reggimento. Il 3 luglio fu ferito nella battaglia di Monte Suello e decorato di medaglia d'argento al Valor militare con la seguente motivazione: "Leggermente ferito continuò a combattere".
Congedato dall'esercito tornò a Pavia dedicandosi all'assistenza educativa, ma l'anno successivo partecipò alla campagna dell'Agro Romano combattendo nella battaglia di Mentana. Morì a Pavia nel 1889.

## Note

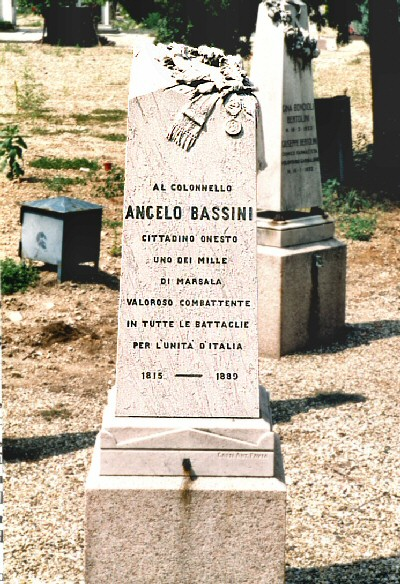
Tomba nel famedio risorgimentale al cimitero di Pavia